# Les onze magnífiques
Les onze magnífiques (en anglès: The Magnificent Eleven) són un grup de fotografies fetes el 6 de juny de 1944, durant el desembarcament de Normandia de l'Operació Overlord, durant la Segona Guerra Mundial, pel fotògraf de guerra Robert Capa. Capa va estar amb una de les primeres onades de tropes aterrant al punt d'invasió estatunidenca de la platja d'Omaha. El fotògraf va declarar que mentre estava sota el foc, va fer 106 fotografies, però en un accident de processament al laboratori fotogràfic de la revista Life a Londres es van destruir totes menys onze, tot i que la pèrdua accidental dels negatius restants ha estat discutida. Des de llavors, les fotos supervivents s'han anomenat «Les onze magnífiques». Les imatges han estat àmpliament celebrades, i es diu que Steven Spielberg s'hi va inspirar quan va rodar Salvem el soldat Ryan.

## Fotografies
El 6 de juny de 1944, Robert Capa va arribar a terra amb els homes del 16è Regiment d'Infanteria de la 1a Divisió d'Infanteria en una primera onada d'assalts del desembarcament de Normadia, a la platja d'Omaha (informada de manera diversa com la «primera onada» o la tretzena, encara que només una hora després de la primera onada) Va utilitzar dues càmeres Contax II muntades amb 50 mm i diversos rotlles de pel·lícula de recanvi, i van tornar al Regne Unit en poques hores per tal de complir el termini de publicació del proper número de la revista Life.

## Publicació
La revista Life va imprimir cinc de les imatges al seu número de 19 de juny de 1944, «Beachheads of Normandy: The Fateful Battle for Europe is Joined by Sea and Air». Algunes de les imatges tenien subtítols que descrivien el metratge com a "lleugerament desenfocat", explicant que les mans de Capa estaven tremolant per l'emoció del moment. Capa ho va negar a la seva biografia, però també va afirmar que la seva "càmera buida em va tremolar a les mans", impedint-li carregar un nou rotllo de pel·lícula. Capa va utilitzar aquesta frase com a títol del seu relat autobiogràfic de la guerra, Slightly Out of Focus ("Lleugerament desenfocat").
Personal de la revista va escriure els subtítols, ja que Capa no va proporcionar ni notes ni una descripció verbal del que mostraven. Des d'aleshores s'ha demostrat que els subtítols són erronis, igual que les descripcions posteriors de les imatges fetes pel mateix Capa. Per exemple, els homes descrits per Life com a soldats que es protegeixen darrere d'un obstacle d'eriço txec eren membres de l'Equip d'Assalt Gap 10: una unitat combinada de demolició d'explosius de la Marina i l'exèrcit dels EUA encarregada de destruir obstacles i obrir el camí per a les posteriors naus de desembarcament.

## Manca d'imatges
Segons Capa, va fer 106 fotografies en les dues primeres hores de la invasió. Capa va tornar amb les pel·lícules sense processar a Londres, on un membre del personal de Life va cometre un error a la cambra fosca; va posar l'assecador massa alt i va fondre l'emulsió dels negatius en tres rotlles complets i més de la meitat d'un quart rotlle. Només es van recuperar onze fotogrames en total. Els comptes difereixen en culpar a un assistent de laboratori de quinze anys anomenat Dennis Banks, o Larry Burrows, que més tard seria conegut per la seva fotografia, però que treballava al laboratori en aquest moment.
L'historiador i crític A.D. Coleman va suggerir que aquesta història, famosa i àmpliament difosa, és inversemblant, perquè (entre altres coses) les temperatures utilitzades per aquests assecadors no haurien estat prou calentes per fondre's o calar foc a la pel·lícula. En canvi, afirma que Capa només s'hauria quedat a la platja el temps suficient per fer les deu exposicions supervivents i després se'n va anar.
Cap al final de la seva vida, l'antic editor de Capa, John G. Morris, va admetre que la història podria ser falsa, dient: «És molt possible que Bob acabi d'ajuntar tots els seus rotlles de pel·lícula de 35 mm i l'hagi enviat de tornada a Londres. sabent que en un d'aquests rotlles hi hauria les fotos que va fer aquell matí».

## Identificació dels subjectes
Durant molts anys, el soldat de la més coneguda de les fotografies va ser identificat com Edward Regan. També s'ha presentat un altre soldat, Huston Riley. El mateix Riley recorda haver conegut un fotògraf que el va ajudar a sortir de l'aigua: «Em va sorprendre veure'l allà. Vaig veure la insígnia de la premsa i vaig pensar: 'Què dimonis fa aquí?'. Em va ajudar a sortir de l'aigua i després va sortir a la platja per fer algunes fotos més». Es creu que l'enginyer de combat darrere de l'eriçó txec era James E. Terrell, que va recordar que Capa l'apuntava amb una càmera, ja que l'home al costat de Terrell era viu a la primera foto i a la segona foto apareix assassinat. La identificació més recent de la secció específica de la platja on es van fer les imatges suggereix que Regan i Riley es trobaven en diferents seccions de platja.

## Col·leccions públiques
Les impressions d'aquestes fotografies es conserven al Centre Internacional de Fotografia, de la ciutat estatunidenca de Nova York.